# Пришельцы 3: Взятие Бастилии
«Пришельцы 3: Взятие Бастилии» (в оригинале фр. Les Visiteurs: La Révolution — «Пришельцы: Революция») — франко-чешско-бельгийский комедийно-фантастический кинофильм режиссёра Жан-Мари Пуаре. Является продолжением фильмов «Пришельцы» и «Пришельцы 2: Коридоры времени».
Съемочный процесс длился с апреля по июль 2015 года и проходил в Чехии, а затем в Бельгии.

## Сюжет
Фильм является продолжением второй части.
В последний раз отправившись в XX век, Годфруа де Монмирай и его оруженосец Жакуй больше не вернулись в Средневековье. Считая Годфруа без вести пропавшим, король Франции Людовик VI намеревается поделить его земли между другими вассалами, а замок де Монмираев уничтожить. Дабы спасти владения своего господина, воины Годфруа отправляются за помощью к Эвсебиусу, но обнаруживают его мёртвым. В этот момент появляется его дочь, ведьма, которая сообщает воинам, что их господин на самом деле не пропал, а находится в будущем.
Из-за пребывания в коридорах времени он и Жакуй ускоренно стареют, их тела стали выглядеть на много лет старше.
Герои прибывают в 1793 год, где их берут под арест как английских шпионов и приговаривают к смерти через гильотину. На суде присутствует супруга общественного обвинителя Жакуйе, очередного потомка Жакуя. Она принимает Жакуя за покойного дядю Жакуйе. Во Франции идёт кровопролитная революция, высшие сословия находятся под угрозой уничтожения, аристократы спасаются бегством. Годфруа организовывает бунт в камере смертников и героям удаётся бежать вместе с новым знакомым Лоренцо Бальдини, который остаётся в долгу за спасение жизни.
Жакуйе намерен завладеть замком де Монмираев, но перед этим истребить всё семейство. Годфруа, Жакуй и Лоренцо отправляются в замок, где Годфруа представляется своим потомкам как австрийский кузен Курт, который поможет де Монмираям бежать из страны. Всё семейство отправляется в Париж, с риском для жизни минуя на дорогах посты национальной гвардии. Годфруа узнаёт, что его потомок Гонзаг (фр. Gonzague) трусливо сменил фамилию на де Мальфет и стал сторонником революции. Поскольку Годфруа и Жакуй были в будущем, они знают, что вскоре Жакуйе арестует Гонзага, после чего он будет казнён по приказу Максимилиана Робеспьера. Поверив своей супруге, Жакуйе пытается прикрыть Жакуя и Годфруа от полиции. Обстоятельства складываются так, что Робеспьер, Жакуйе, Годфруа и Жакуй ужинают за одним столом. Робеспьер приказывает Жакуйе в течение 48 часов найти и казнить зачинщиков, которые организовали бунт в камере смертников. По совету Годфруа соратники Робеспьера советуют взять Жакуйе фамилию Жакар. От одного из соратников герои узнают о местной волшебнице. При встрече с ней, они узнают, где находится потомок Эвсебиуса, который приготовит им зелье для возвращения в своё время. Перед уходом Годфруа сообщает Гонзагу о его будущем и о том, что род де Монмираев необходимо продолжить. Полиция замечает Жакуя и Годфруа, после чего начинается погоня на экипажах. В последний момент герои вместе с волшебником совершают перемещение во времени.
Все трое приходят в себя в лесу вблизи замка де Монмираев. Годфруа радуется возвращению домой, а Жакуй по-прежнему хочет в будущее, где можно ездить на автомобилях. В этот момент они замечают развевающийся над замком флаг нацистской Германии (по словам Годфруа, «флаг какого-то подлеца») и немецких солдат. В замке на правах управляющего отелем, проживает потомок Жакуя Эдмон Жакар, терпящий унизительное обращение немцев, и его юный сын Жак-Анри, слушающий запрещенный джаз. Проникнув в замок через потайной вход, Годфруа, Жакуй и волшебник попадаются на глаза немцам. Волшебника Эусеба хватают, а героям удаётся бежать. В лесу они сталкиваются с французскими партизанами, среди которых оказывается потомок Гонзага.

## В ролях
- Кристиан Клавье — Жакуй / Антуан Жакуйе / Эдмон Жакар[4] (1943)
- Жан Рено — Годфруа Амари де Мальфет граф де Монмирай де Апремон де Папенкур[фр.][4]
- Франк Дюбоск — Гонзаг де Монмирай / Франсуа де Монмирай[5] (1943)
- Мари-Анн Шазель — Прюн
- Карин Виар — Аделаида де Монмирай
- Сильви Тестю — Шарлотта Робеспьер[фр.] / Женевьева Карро-Робеспьер (1943)
- Ари Абиттан — Лоренцо Бальдини[4]
- Алекс Лютц — Робер де Монмирай
- Фредерик Бель — Флёр[4]
- Лоран Дойч — Жан-Мари Колло д’Эрбуа[6]
- Стефани Крейянкур — Виктуар-Эглантин де Монмирай
- Паскаль Н’Зонзи — Филибер[4]
- Гёц Отто — полковник Вюрц
- Дмитрий Сторож[фр.] — комиссар Вердье
- Сириль Леконт[фр.] — Жозеф Фуше
- Кристель Корнил[фр.] — Симона Эврар
- Давид Салль[фр.] — Рауль I де Вермандуа
- Николас Вод[фр.] — Максимилиан Робеспьер
- Матье Спинозье[фр.] — Луи Антуан Сен-Жюст
- Анни Грегорио[фр.] — Гонория
- Патрик Декам[фр.] — король Франции Людовик VI Толстый

## Производство

### Подготовка к съёмкам
Жан-Мари Пуаре и Кристиан Клавье задумались о третьей части ещё во время съемок фильма «Пришельцы 2: Коридоры времени», но вместо того, чтобы вплотную заняться написанием сценария, они разрешили американцам адаптировать французскую дилогию и снять собственную версию картины с тем же режиссёром и исполнителями главных ролей в аналогичных, но слегка откорректированных образах.
Однако коммерческий провал фильма «Пришельцы в Америке» загнал киностудию Gaumont в тупик. Оказавшись в затруднительном финансовом положении, она больше не могла дать «зеленый свет» третьим «Пришельцам».
В мае 2013 года Клавье заявил, что работа над сценарием возобновилась и Жан-Мари Пуаре пишет его вместе с ним. Спустя год сценарий был готов. Далее своё участие в проекте подтвердил и Жан Рено.

### Подбор актёров
В октябре 2014 года Кристиан Клавье сказал о весне 2015 года, как о времени начала съемок фильма с ориентировочным прицелом на премьеру в 2016 году. Тогда же он положил конец слухам о возможном участии в проекте Валери Лемерсье или Мюриэль Робин. Вместо этого было сказано, что в проект вольется «свежая кровь». В первую очередь, это касается троих коллег актёра по его новому фильму «Безумная свадьба» (2014) — Фредерик Бель, Ари Абиттана и Паскаля Н’Зонзи.

### Места съемок
Хотя действие фильма разворачивается во Франции, фильм снимали в Чехии и Бельгии.
Съемки проходили:
- Чехия
  - Прага
  - Кутна-Гора[11]
  - Замок Пернштейн
  - Баррандовы: Barrandov Studios
- Бельгия
  - Намюр
  - Брюссель
  - Льеж

## Выход и отзывы

### Премьера
21 апреля 2015 года сервис Allociné указал дату премьеры фильма во Франции — 6 апреля 2016 года. На следующий день компания RTBF объявила дату бельгийской премьеры 23 марта 2016 года. На большой экран в Сербии фильм вышел 3 января 2016 года, в России — 7 апреля 2016 года, в Кувейте и Чехии — 19 мая 2016 года, в Португалии — 22 сентября 2016 года, в Индонезии — 28 сентября 2016 года.
Права на показ фильма приобрели дистрибьюторы стран Бенилюкса (Paradiso Filmed Entertainment), Испании (A Contracorriente Films), Швейцарии (JMH Distributions), Греции (Odeon), Китая (H.G.C. Entertainment), Ближнего Востока (Four Star), Турции (Outsider Films), Португалии (Outsider Films) и СНГ (Luxor Entertainment).

### Приём
Фильм получил смешанные отзывы: на сайте Internet Movie Database его рейтинг составляет 4,6 балла из 10.